# Daugai
Daugai ( escoltar (?·pàg.)) és una petita ciutat del districte municipal d'Alytus, Lituània. Està situada a uns 20 quilòmetres a l'est d'Alytus, a la vora del llac Didziulis.
El 2011, la ciutat tenia 1.170 habitants.
La primera menció de la ciutat és del segle XIV; concretament es coneix l'existència de la localitat en documents des de 1384, quan les cròniques de l'Ordre Teutònica esmenten que les seves tropes van passar per aquí per dirigir-se cap a Trakai i Vilna. Als segles XIV i XV va ser una important fortificació dels ducs del Gran Ducat de Lituània. E 1503, Alexandre I Jagiellon li va donar el títol de ciutat. L'assentament medieval va quedar despoblat per les guerres, fams i epidèmies a principis del segle xviii; l'actual Daugai és el resultat de la repoblació al llarg d'aquest segle, en què la localitat refundada va rebre drets de mercat el 1742 i el Dret de Magdeburg el 1792. Durant l'ocupació de la zona per l'Imperi rus, va ser una ciutat molt activa en l'Aixecament de Gener de 1863 i en la revolució russa de 1905. El seu estatus de ciutat va ser ratificat en 1956 per la RSS de Lituània.
La ciutat compta amb l'església de la Divina Providència (en lituà: Dievo apvaizdos Baznycia) que data de 1862, L'escola secundària de Daugai Vladas Mironas, escola tècnica, escola d'agricultura, llar d'infants, oficina de correus, centre cultural, biblioteca, policlínic, hospital i empreses comercials.